# Cédric Moukouri
Pour les articles homonymes, voir Moukouri.
Cédric Moukouri Mambingo, né le 29 octobre 1979 à Gonesse, est un footballeur français qui évolue au poste d'attaquant. 
Formé au Racing Club de Strasbourg, il évolue actuellement à la Claye Souilly Sports.
Il a disputé 12 matchs en Ligue 1 et 13 matchs en SuperLiga.

## Parcours en club
- 2002 - 2004 : RC Strasbourg -  France
- 2004 - 2006 : AS Cherbourg -  France
- 2006 - 2007 : CS Marítimo -  Portugal
- 2008 : CD Trofense -  Portugal
- 2008 - 2009 : Etzella Ettelbruck -  Luxembourg
- 2009 : Gạch Đồng Tâm Long An -  Viêt Nam
- 2009 - 2010 : JA Drancy -  France
- 2010 - 2011 : UJA Alfortville -  France
- 2011 - 2012 : Enosis Neon Paralimni -  Chypre
- 2012 -         : Saint-Pauloise FC  La Réunion